# Сестри Чинг
Сестри Чинг (14 — 43) — вионги лакв'єтів у 40—43 роках. Національні героїні В'єтнаму.

## Життєпис
Походили з лакв'єтської знаті. Доньки лак-тионга (військового очільника) в повіті Мелінь (біля сучасного Ханою) та Мак Тхієн (за легендою належала до династії Хонг-банг).
Рано втратили батька, виховувалися матір'ю. З дитинства спілкувалися з вояками, володіли бойовими навичками та мистецтвом. Старша з сестер — Чак — вийшла заміж за представника лакв'єтської знаті Тьї Шата (сина лактионгаз повіту Тюзієн. У 40 році останній вступив у конфлікт з ханським губернатором Су Діном, який стратив чоловіка Чак без суду. Це спричинило повстання. Допомогу надала мати, що залучила до повстання  племінних вождів (куан,фу, дао, лангів)
Протягом 40 року Чинг Чак разом з молодшою сестрою Чинг Ньї вигнали ханські загони з земель лакв'єтів, після чого їх було оголошено вионгами (правительками). Резиденцією стало місто Мелінь. Було оголошено про звільнення усього населення від податків на 2 роки. Протягом 2 років вони спокійно панували.
42 року проти сестер виступило китайське військо на чолі Ма Юанєм, який до початку 43 року здобув перемогу. Сестри потрапили у полон, де були страчені, а їх голови відправлено до імператорського двору в Лояні (за легендою вони не бажаючи потрапити в полон втопилися в річці Дей).
Сестер Чинг поважають у В'єтнамі за те, що вони вперше в історії після 247-річної окупації повстали проти Китаю. Щорічно 6 січня за місячним календарем у громаді Мелінь однойменного повіту м.Ханой проводиться Свято храму сестер Чинг.

## Пам'ять
- на честь сестер названо район Ханою — Хайбачинг, а також вулиці й школи у великих містах.
- присвячено пісню «Хат Зянг Чионг Хьєу» авторів Лиу Хиу Фуока і Фан Мая